# Шинус фисташколистный
Шинус фисташколистный, или Схинус фисташколистный, или Перечное дерево бразильское  (лат. Schinus terebinthifolius) — дерево рода Шинус семейства Сумаховые, сушёные плоды которого используются как пряность (розовый перец), подобно чёрному перцу.

## Описание
Шинус фисташколистный — маленькое дерево 7-10 м в высоту с вертикальными откидывающимися ветвями. Листья перисто-составные длиной 10-22 см, составленные из 3-15 листочков. Листочки грубо-овальной формы, 3-6 см длиной и 2-3,5 см шириной, с зазубренными краями и желтоватыми жилками. Цветки маленькие белые, собраны в метёлки. Плоды круглые, 4-5 мм диаметром, с одним деревянистым семенем, красного цвета, на дереве висят плотными гроздьями, по несколько сотен в каждой. Как и некоторые другие виды семейства Сумаховые Шинус фисташколистный выделяет ароматный сок, способный вызывать ожоги кожи.

## Распространение
Родина Шинуса фисташколистного — Юго-Восточная Бразилия, Северная Аргентина и Парагвай. В настоящее время интродуцирован в южных штатах США, в Австралии, Новой Зеландии, Южном Китае, Южной Африке Французской Полинезии, на других островах Тихого Океана и на островах Карибского моря.